# Seio de Abraão

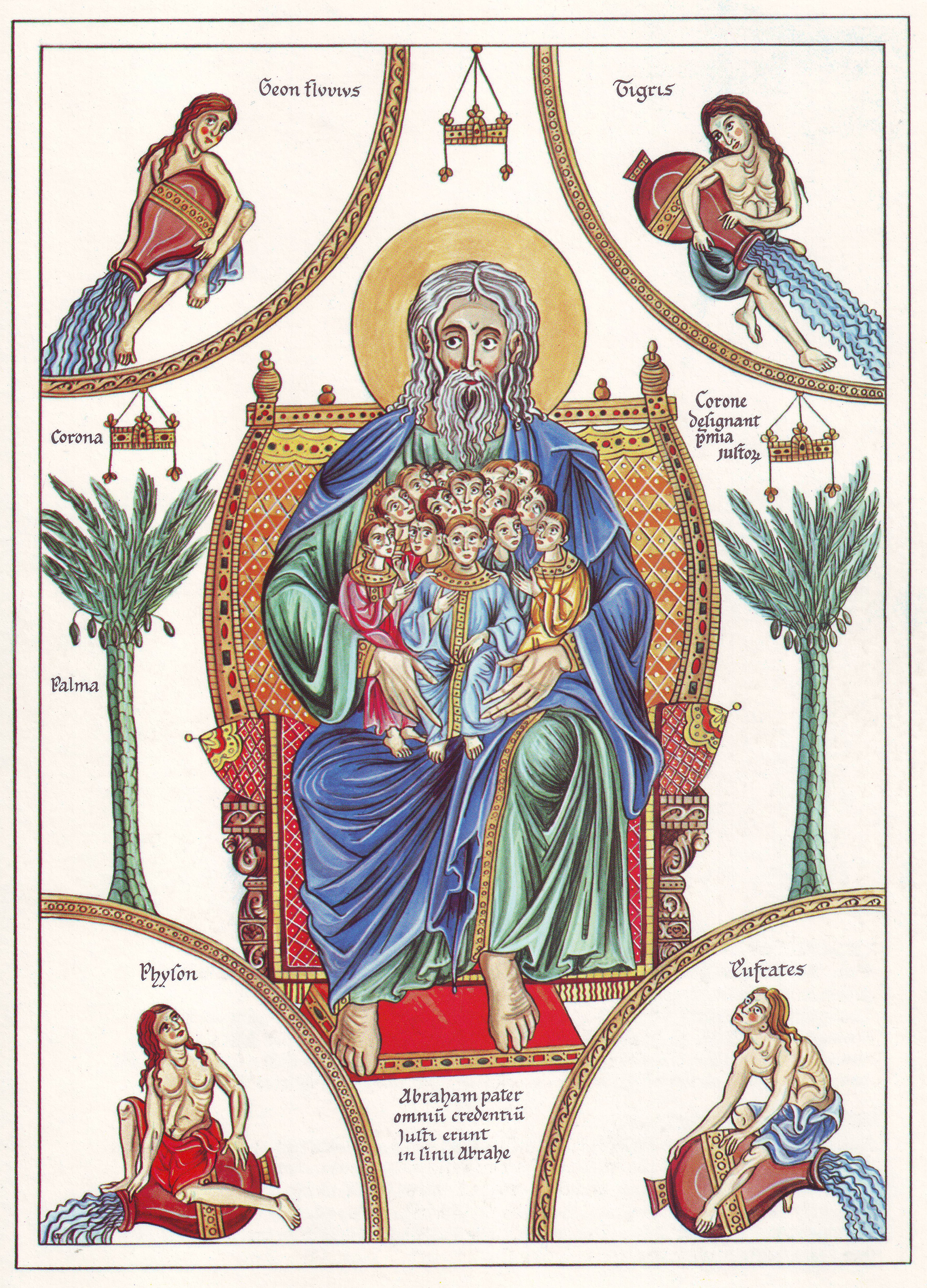
O ventre de Abraão - representação do Hortus Deliciarum do Herrad von Landsberg, século XII

Durante o período do Segundo Templo o conceito de Seio de Abraão ocorre em papiros judaicos que se referem ao "seio de Abraão, Isaac e Jacó". Isto reflete a crença de mártires judeus que morreram à espera de que: “depois de nossa morte Abraão, Isaac e Jacó vai receber-nos, e todos os nossos antepassados que nos louvam.” (4 Macabeus 13:17).
Outras obras judaicas adaptar a imagem mitológica de Hades, o mundo dos mortos, para identificar uma área onde os justos mortos são separados por um rio ou abismo, do fogo, onde sofrem os ímpios mortos. No Apocalipse de Sofonias, o rio tem um barqueiro equivalente a Caronte, no mito grego, mas passa por um anjo. Do outro lado, no seio de Abraão, são os patriarcas de Israel: "Você escapou do abismo e Hades, agora você vai cruzar o lugar de passagem ... a todos os justos, ou seja, Abraão, Isaac, Jacó, Enoque, Elias e David". Neste mito, Abraão não estava ocioso no mundo inferior, atuou como intercessor para aqueles na parte ardente de Hades.
Mais tarde, fontes rabínicas preservaram vários vestígios da doutrina do seio de Abraão. Rabino Abraham Geiger sugeriu que a Parábola do Rico e Lazaro (Lucas 16:19-31) preserva uma lenda judaica, e que Lázaro, representou o servo de Abraão, Eleazar
(Seio, Posição junto ao)
Numa ilustração, Jesus falou dum mendigo chamado Lázaro, o qual, ao morrer, foi levado “para a posição junto ao seio de Abraão”, e João menciona Jesus estando “na posição junto ao seio do Pai”. (Lu 16:22, 23; Jo 1:18) A expressão “posição junto ao seio” alude a alguém se recostar no peito de outro, no mesmo leito, numa refeição.
Os convidados recostavam-se sobre o lado esquerdo, com um travesseiro para apoiar o cotovelo esquerdo, ficando a mão direita livre. Usualmente, três pessoas ocupavam o mesmo leito, mas podia haver até cinco pessoas. A cabeça de cada uma ficava perto ou encostada como que no peito, ou seio, da pessoa atrás dela. Quem não tinha ninguém atrás de si era considerado como ocupando a posição mais elevada, e quem estava na frente dele, a segunda posição de honra. Visto que os convidados estavam assim perto uns dos outros, era costume que amigo fosse colocado junto de amigo, o que tornava bastante fácil manter uma conversa confidencial quando desejado. Ocupar tal posição junto ao seio de outro num banquete significava deveras ocupar um lugar de favor especial perto dele. 
Assim, o apóstolo João, que Jesus amava muito, “recostava-se na frente do seio de Jesus”, e nesta posição “se encostou no peito de Jesus” e fez-lhe em particular uma pergunta, na celebração da última Páscoa. — Jo 13:23, 25; 21:20.
Por estes motivos, João, ao descrever a posição bem especial de favor usufruída por Jesus, disse que este estava “na posição junto ao seio” do seu Pai, Jeová. Do mesmo modo, na ilustração de Jesus, Lázaro foi levado para “a posição junto ao seio” de Abraão, indicando que este mendigo, por fim, passou a ocupar uma posição de favor especial junto a alguém que lhe era superior
↑ Nota:  (op. cit. adiante), regista que era,alguém se recostar no peito de outro 
1. ↑  (em alemão) F. Preisigke, Sammelbuch Griechischer Urkunden Aegypten aus 2034:11
2. ↑  (em inglês) JH Charlesworth, The Old Testament Pseudepigrapha, Doubleday, 1983
3. ↑  (em inglês) Apocalypse of Zephaniah 9:2. JH Charlesworth, The Old Testament Pseudepigrapha, Doubleday, 1983
4. ↑  Apocalipse de Sofonias 11:1-2
5. ↑  (em inglês) Ginzberg, Legends of the Jews
6. ↑  Lightfoot, John 1671
7. ↑  (em alemão)Jüdische Zeitschrift für Wissenschaft und Leben vol.VII 200. 1869